# Urosaurus
Urosaurus — рід ігуаноподібних ящірок родини фриносомових (Phrynosomatidae). Представники цього роду мешкають в Мексиці і США.

## Опис
Представників роду Urosaurus можна відрізнити від колючих ігуан з роду Sceloporus за наявністю гулярної (підшийної) складки та зернистої луски на боках, а від представників роду Uta — за навністю збільшеної (іноді лише злегка) спинної луски. Деякі представники роду, зокрема Urosaurus ornatus, характеризуються поліморфним забарвленням горла, яке відрізняється у різних популяцій. У самців горло зазвичай має оранжеве, жовте, зелене або бірюзове забарвлення, а у самиць — помаранчеве або жовте. Забарвлення горла у самців пов'язане зі шлюбною поведінкою — агресією, сміливістю, покорою та обережністю.
Представники роду Urosaurus виступали модельними організмами в дослідженнях історії життя ящіркок. Самиці цього роду відклдають дві або більше кладок на рік. Польові дослідження показали вартість відтворення Urosaurus ornatus у природній популяції Нью-Мексико.
Представники роду Urosaurus мешкають в пустельних і напівпустельних районах на заході Мексики і США. Більшу частину часу вони проводять на дерева і чагарниках.

## Види
Рід Urosaurus нараховує 8 видів:
- Urosaurus auriculatus (Cope, 1871)
- Urosaurus bicarinatus (A.M.C. Duméril, 1856)
- Urosaurus clarionensis (Townsend, 1890)
- Urosaurus gadovi (Schmidt, 1921)
- Urosaurus graciosus Hallowell, 1854
- Urosaurus lahtelai Rau & Loomis, 1977
- Urosaurus nigricauda (Cope, 1864)
- Urosaurus ornatus (Baird & Girard, 1852)

## Етимологія
Наукова назва роду Urosaurus походить від сполучення слів дав.-гр. ουρα — хвіст і σαυρος — ящірка.